# Lindesbergs Kommuns Obundna Demokrater
Lindesbergs Kommuns Obundna Demokrater (LOD) var ett lokalt politiskt parti i Lindesbergs kommun. Partiet var representerat i Lindesbergs kommunfullmäktige mellan 1991 och 2006. 2005/2006 upplöstes partiet, och medlemmarna gick istället till Socialdemokraterna..